# Christopher Blevins
Christopher Blevins (Albuquerque, 14 de março de 1998) é um desportista estado-unidense que compete no ciclismo de montanha na disciplina de cross-country; ainda que também disputa corridas de rota e ciclocross.
Ganhou três medalhas no Campeonato Mundial de Ciclismo de Montanha, nos anos 2019 e 2021.

## Medalheiro internacional
| Campeonato Mundial | Campeonato Mundial         | Campeonato Mundial | Campeonato Mundial        |
| Ano                | Lugar                      | Medalha            | Competição                |
| ------------------ | -------------------------- | ------------------ | ------------------------- |
| 2019               | Mont-Sainte-Anne ( Canadá) | Medalha de prata   | Cross-country por relevos |
| 2021               | Val di Sole ( Itália)      | Medalha de ouro    | Cross-country curto       |
| 2021               | Val di Sole ( Itália)      | Medalha de prata   | Cross-country por relevos |

## Palmarés

### Estrada
- 2018
  - 1 etapa do Tour de Gila

### Ciclocross
- 2021
- 14.º geral Copa do Mundo XC
  -     - 1.º Olympic Race Snowshoe